# Sveriges yngsta målskyttar i NHL
Sveriges yngsta målskyttar i NHL är en förteckning över de yngsta svenska målskyttarna i NHL. Här samlas samtliga svenskar som gjort mål i NHL före sin 20-årsdag (fram till 20 oktober 2023).
1. Rasmus Dahlin, back, Buffalo Sabres - 18 år och 183 dagar
2. Leo Carlsson, forward, Anaheim Ducks - 18 år och 297 dagar
3. Elias Lindholm, forward, Carolina Hurricanes - 18 år och 312 dagar
4. Gabriel Landeskog, forward, Colorado Avalanche - 18 år och 324 dagar
5. Victor Hedman, back, Tampa Bay Lightning - 18 år och 352 dagar
6. Adam Larsson, back, New Jersey Devils - 18 år och 364 dagar
7. Filip Forsberg, forward, Nashville Predators - 19 år och 56 dagar
8. Jesper Bratt, forward, New Jersey Devils - 19 år och 69 dagar
9. Adam Boqvist, back, Chicago Blackhawks - 19 år och 80 dagar
10. Lias Andersson, forward, New York Rangers - 19 år och 164 dagar
11. Oliver Ekman Larsson, back, Phoenix Coyotes - 19 år och 184 dagar
12. Magnus Pääjärvi, forward, Edmonton Oilers - 19 år och 187 dagar
13. Erik Karlsson, back, Ottawa Senators - 19 år och 202 dagar
14. Lucas Raymond, forward, Detroit Red Wings - 19 år och 205 dagar
15. David Gustafsson, forward, Winnipeg Jets - 19 år och 230 dagar
16. Mats Sundin, forward, Québec Nordiques - 19 år och 233 dagar
17. André Burakovsky, forward, Washington Capitals - 19 år och 242 dagar
18. Jonas Brodin, back, Minnesota Wild - 19 år och 245 dagar
19. Oscar Möller, forward, Los Angeles Kings - 19 år och 271 dagar
20. Mika Zibanejad, forward, Ottawa Senators - 19 år och 287 dagar
21. Hampus Lindholm, back, Anaheim Ducks - 19 år och 290 dagar
22. Rasmus Sandin, back, Toronto Maple Leafs - 19 år och 326 dagar
23. Elias Pettersson, forward, Vancouver Canucks - 19 år och 340 dagar
24. Nicklas Bäckström, forward, Washington Capitals - 19 år och 350 dagar